# Kościół ewangelicko-augsburski w Maciejowie
Drewniany kościół w Maciejowie – kościół ewangelicko-augsburski, będący kościołem filialnym parafii ewangelicko-augsburskiej w Kluczborku.

## Historia
25 marca 1446 roku Johannes, proboszcz w Maciejowie otrzymuje od cesarskiego notariusza Nicolausa von Frankenstein - dotację na budowę kościoła. Miejscowy dziedzic, von Matzdorf, od którego nazwiska pochodzi nazwa wioski ofiaruje drewno ze swoich lasów. Budowa postępuje bardzo szybko. Zakończona zostaje jeszcze w tym samym roku - 1446. Od 1532 roku, kościół w wyniku reformacji, staje się ewangelicki i do tego roku datuje się istnienie ewangelickiej parafii. Jest ona jedną z najstarszych po Kluczborku i Byczynie. Liczba ewangelików wynosiła zawsze około 200 osób, co stanowiło około 90% mieszkańców wioski. Stan ten utrzymał się do II wojny światowej. 
W 1696 roku następuje remont i rozbudowa kościoła. Z tego roku pochodzi ołtarz. Stoją w nim postacie św. Jana Ewangelisty, św. Katarzyny, św. Floriana, Sw. Jana Chrzciciela, Mojżesza oraz niezidentyfikowanej zakonnicy. W roku 1850 burza strąciła wieżę, która nie została nigdy odbudowana. Kwadratową podstawę wieży przykrył przedłużony dach i tak pozostało do dziś. 
W roku 1851 wykonana zostaje balustrada przed ołtarzem. Świadczy o tym napis: "1851, Gottlieb Szymaszczykę". Ambona pochodzi z roku 1700. Całość wnętrza wykonana jest w stylu barokowym. Organy zbudowane zostały w 1861 roku przez firmę H. Dürschlang z Rybnika. Pierwsza naprawa i strojenia wykonane zostały w 1904 roku przez organmistrza Juliusza Rychterskiego z Głubczyc, druga w listopadzie 1936 roku przez organmistrzów Hugo i Waltera Hahn z Brzegu, trzecia przez organmistrza J. Bryllę z Olesna we wrześniu 1995 roku. W kościele były trzy dzwony. Największy z nich został poświęcony przed 1926 rokiem. W okresie II wojny światowej dwa większe zostały zabrane na potrzeby niemieckiego przemysłu zbrojeniowego. 30 czerwca 1996 roku został poświęcony średni 100 kg dzwon w o tonie g".
Maciejów, jak i kościół jest również miejscem nieodłącznie związanym z życiem i pracą najsłynniejszego polskiego pszczelarza ks. Jana Dzierżona. Do dziś znajduje się tutaj pasieka zarodowa wraz z dworkiem, w którym spędzał ostatnie chwile i pracował.
Kościół w Maciejowie należy do "Szlaku drewnianych kościołów opolszczyzny".